# Adriana Aparecida da Silva

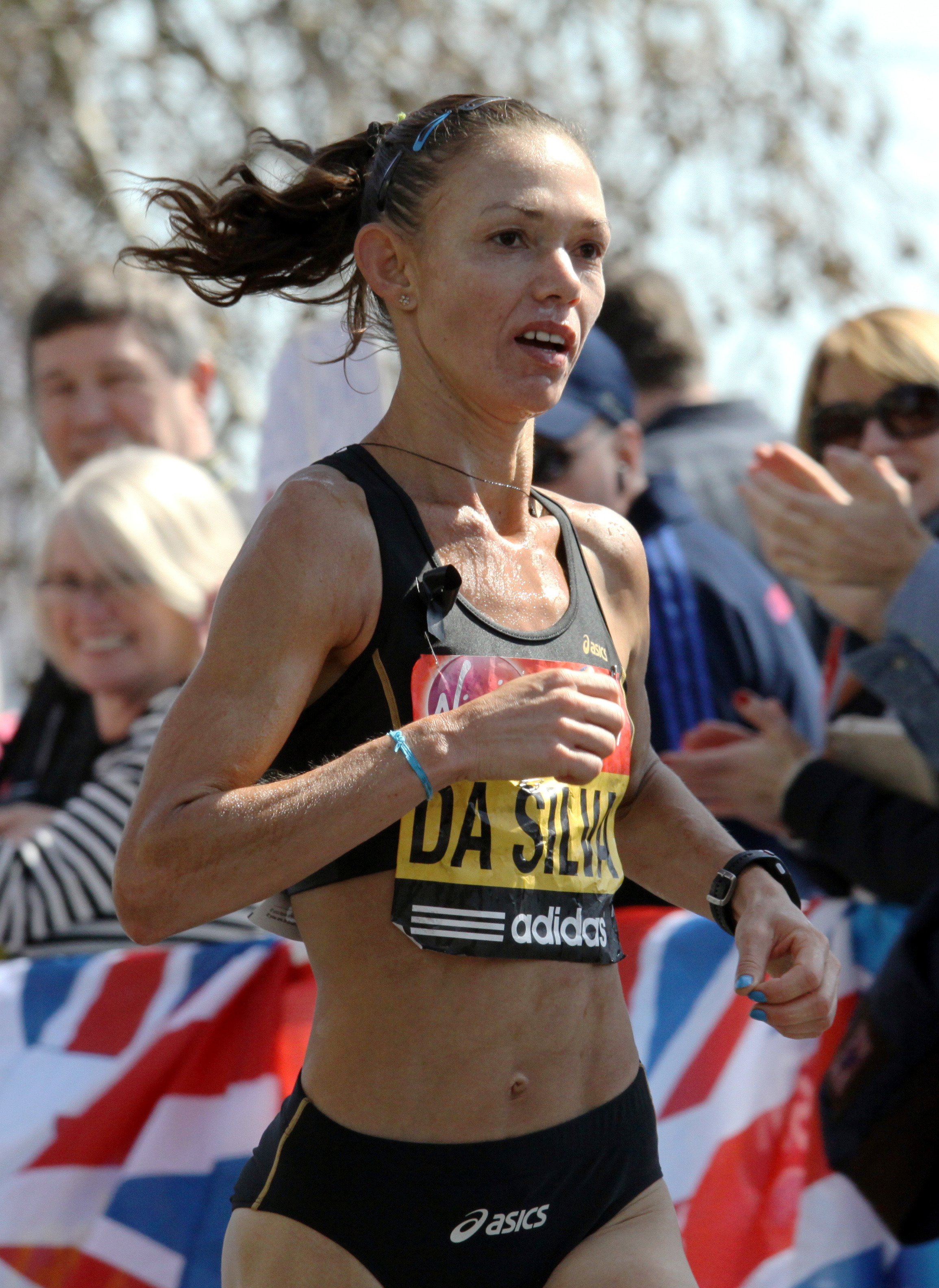
Adriana Aparecida da Silva in London, 2013

Adriana Aparecida da Silva (* 22. Juli 1981 in Cruzeiro) ist eine brasilianische Marathonläuferin.
2004 lief sie bei den Halbmarathon-Weltmeisterschaften in Neu-Delhi auf Platz 39. Bei den Crosslauf-Weltmeisterschaften 2009 in Amman kam sie auf den 82. Platz.
Bei ihrem Debüt über die 42,195-km-Distanz gewann sie 2009 die Maratona de Santa Catarina und qualifizierte sich damit für die Leichtathletik-Weltmeisterschaften in Berlin, bei denen sie den 43. Rang belegte.
Im Jahr darauf wurde sie Dritte beim São-Paulo-Marathon, Siebte beim Berlin-Marathon und kam bei den Halbmarathon-Weltmeisterschaften in Nanning auf den 25. Platz.
2011 folgte einem achten Platz beim Vienna City Marathon der Titelgewinn bei den Südamerika-Meisterschaften im Halbmarathon und der Sieg beim Marathon der Panamerikanischen Spiele in Guadalajara.
Nach einem neunten Platz beim Tokio-Marathon wurde sie für die Olympischen Spiele in London nominiert, bei denen sie auf den 47. Platz kam. Zum Jahresabschluss wurde sie Vierte beim Valencia-Marathon.
2013 wurde sie Elfte beim London-Marathon.

## Persönliche Bestzeiten
- 10.000 m: 33:21,59 min, 6. Juni 2013, São Paulo
- Halbmarathon: 1:13:16 h, 11. September 2011, Buenos Aires
- Marathon: 2:29:17 h, 26. Februar 2012, Tokio